# 潘寶琳
潘寶琳，廣東省廣州府番禺縣人，清朝政治人物、進士出身。
光緒十六年（1890年），参加光緒庚寅科殿試，登進士二甲29名。同年五月，改翰林院庶吉士。光緒十八年五月，散館，授翰林院編修。